# Jens Eriksen
Jens Dyrløv Eriksen (Copenhague, 30 de dezembro de 1969) é um ex-jogador  de badminton dinamarquês, medalhista olímpico, especialista em duplas.

## Carreira
Jens Eriksen representou seu país nos Jogos Olímpicos de Verão de 1996 e 2008, conquistando a medalha de bronze, nas duplas mistas em 2004 com Mette Schjoldager.